# Lựa chọn bạn đời

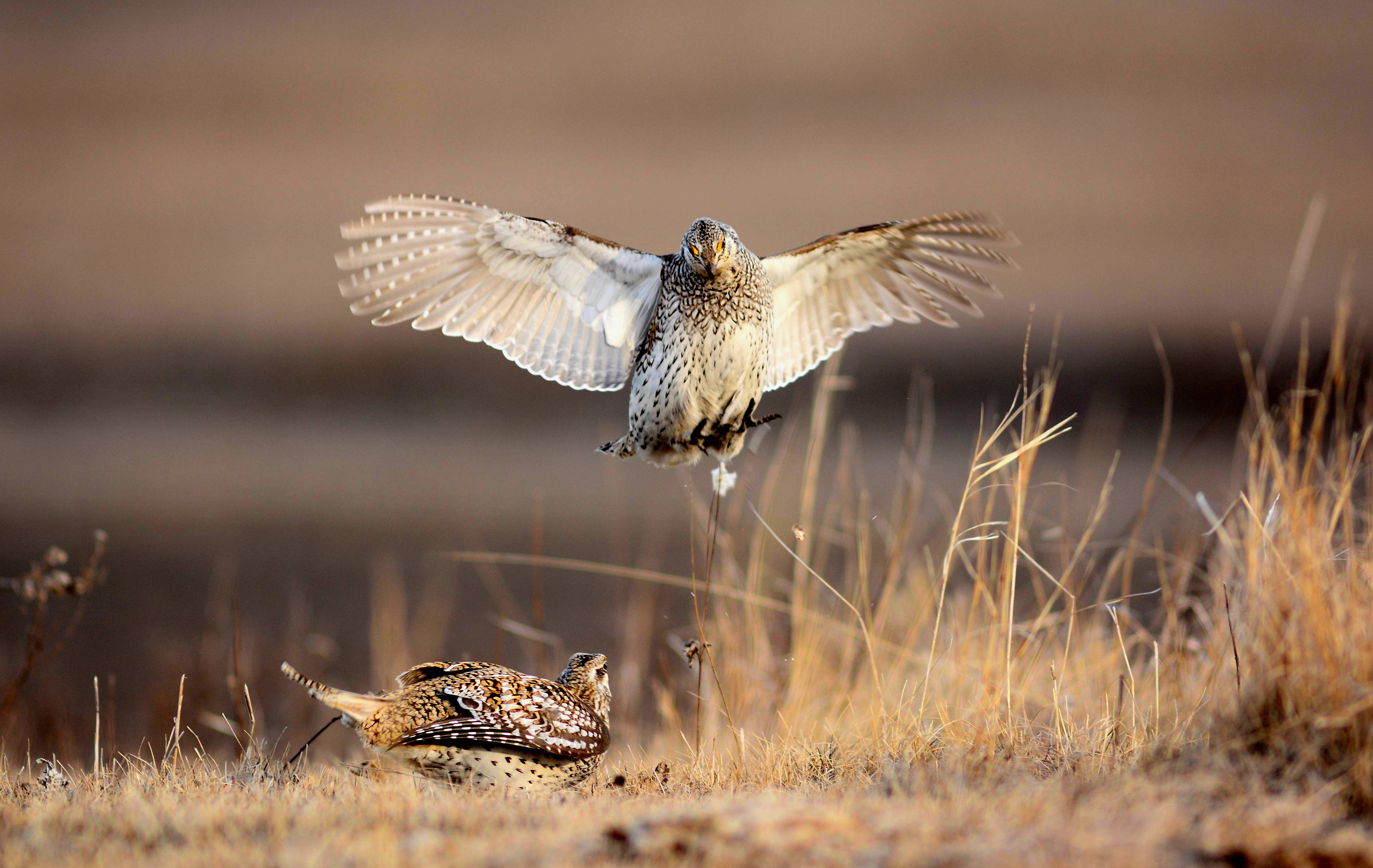
Những con gà đồng cỏ ở Mỹ đang cố gây ấn tượng trong lựa chọn kết đôi khi đến mùa giao phối bằng vũ điệu giao phối

Lựa chọn bạn đời hay lựa chọn kết đôi hay còn gọi là chọn lọc giới tính là một quá trình tiến hóa trong đó sự lựa chọn của động vật phụ thuộc vào tính hấp dẫn của các đặc tính kiểu hình của một cá thể. Thay đổi tiến hóa là có thể bởi vì những phẩm chất mong muốn trong một người bạn đời thường xuyên được truyền cho từng thế hệ theo thời gian. Ví dụ, nếu con công mái mong muốn bạn tình có bộ lông đầy màu sắc, thì đặc điểm này sẽ tăng dần theo thời gian như những con công đực với bộ lông đầy màu sắc sẽ có nhiều thành công sinh sản hơn. Nói chung, ở giới động vật, những con cái (mái) thường lựa chọn những con đực (con trống) chiếm giữ vùng lãnh thổ tốt nhất, cũng là con khỏe nhất. Kết bạn tình với những con đực như vậy có nguồn gen tốt sẽ cho những đứa con mạnh khỏe là điều kiện để duy trì và phát triển nòi giống.

## Đại cương
Sự lựa chọn bạn tình là một trong hai thành phần của sự chọn lọc giới tính, lựa chọn khác là chọn lọc nội tại. Ý tưởng về lựa chọn giới tính lần đầu tiên được giới thiệu vào năm 1871 bởi Charles Darwin, sau đó được mở rộng nhờ công của Ronald Fisher vào năm 1915. Hiện tại, có năm cơ chế giải thích sự lựa chọn của người bạn đời đã phát triển như thế nào theo thời gian. Đây là những lợi ích kiểu hình trực tiếp, thiên vị giác quan, giả thuyết Fisheria, các đặc điểm chỉ thị và tính tương thích di truyền.
Trong các hệ thống mà sự lựa chọn của người bạn đời tồn tại, một giới tính cạnh tranh với các thành viên đồng giới và giới tính khác là chọn lựa (có nghĩa là họ chọn lọc khi chọn cá thể giao phối). Có lợi ích trực tiếp và gián tiếp là cá thể chọn lọc. Trong hầu hết các loài, giống cái là giới tính chọn lọc phân biệt đối xử giữa sự canh tranh của các cá thể trong giống đực, nhưng có một số ví dụ về vai trò đảo ngược. Một cá thể thích hợp hơn để chọn một người bạn đời tương ứng của cùng một loài, để duy trì thành công sinh sản. Các yếu tố khác có thể có tác động đến lựa chọn giao phối bao gồm stress gây bệnh và phức hợp chính Histocompatibility (MHC).
Giả thuyết thiên vị cảm giác nói rằng việc ưu tiên cho một đặc điểm phát triển trong một ngữ cảnh không giao phối và sau đó được khai thác bởi một giới tính để có được nhiều cơ hội giao phối hơn. Tình dục cạnh tranh phát triển những đặc điểm khai thác một sự thiên vị từ trước mà giới tính tình dục đã sở hữu. Cơ chế này được cho là giải thích sự khác biệt về đặc điểm đáng kể trong các loài có liên quan chặt chẽ bởi vì nó tạo ra sự phân kỳ trong các hệ thống báo hiệu dẫn đến sự cô lập sinh sản. Sự thiên vị giác quan đã được chứng minh ở cá bảy màu, cá nước ngọt từ Trinidad và Tobago. Trong hệ thống giao phối này, cá bảy màu cái thích giao phối với con đực với màu sắc cơ thể màu da cam hơn. 